# Caribou (dryck)

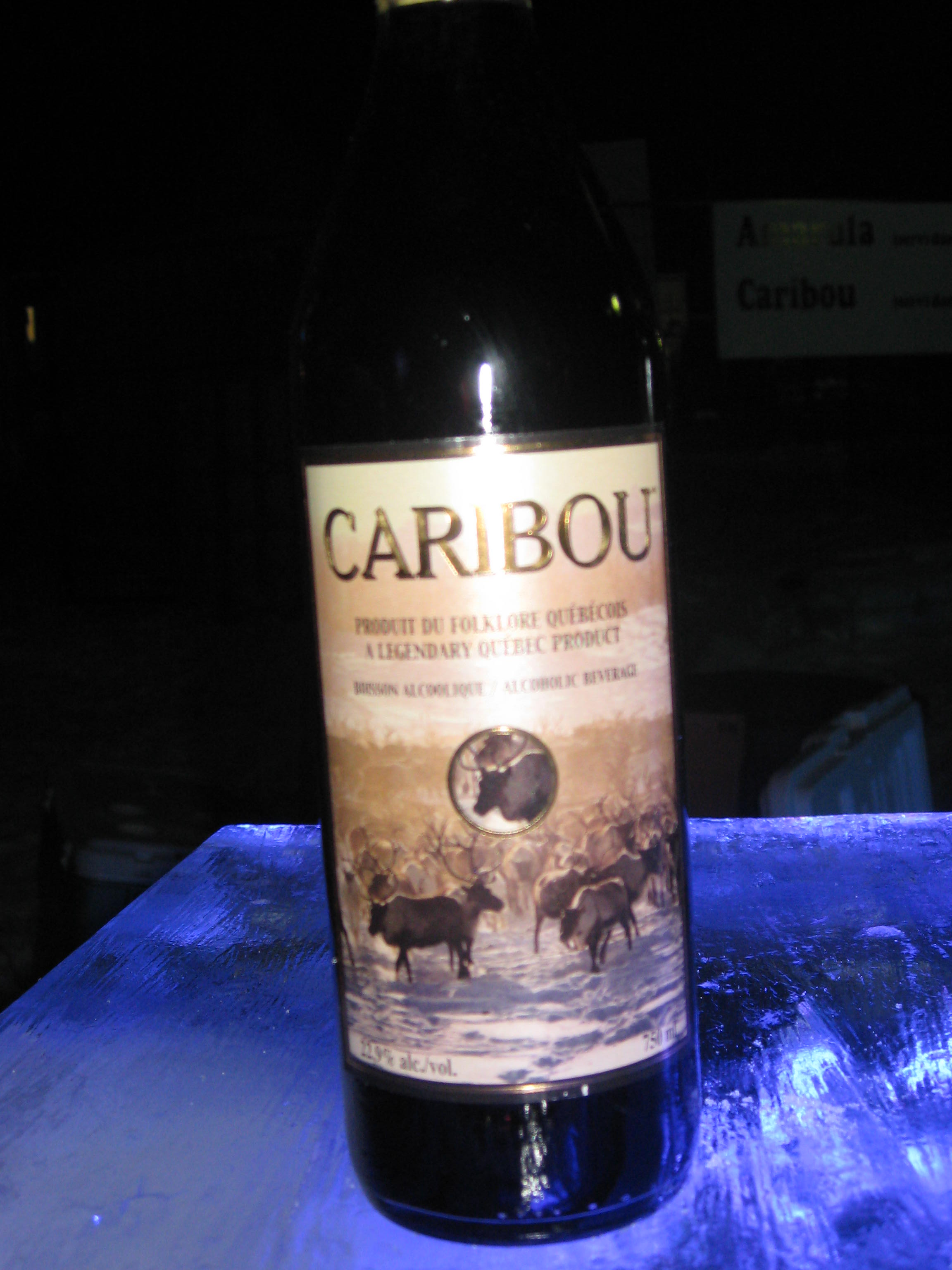
En färdigberedd flaska Caribou.

Caribou är en söt fransk-kanadensisk alkoholhaltig dryck som består av rödvin och en spritsort (vanligtvis rågwhiskey) blandat i förhållandet 3 delar vin till 1 del sprit, samt lönnsirap eller socker. Den härstammar från Quebec i den fransktalande delen av Kanada.
Den kan drickas varm eller kall beroende på vädret och serveras med citrus och kanel på samma sätt som glögg. Kryddnejlika och muskotnöt är också vanliga tillsatser för att ge drycken mer smak. Drycken kan även tillredas med andra spritsorter som rom, brandy och vodka som lokala varianter.